# Emma (1972)
Emma är en brittisk miniserie från 1972. Den är baserad på Jane Austens roman med samma namn, publicerad 1815. I huvudrollerna ses bland andra Doran Godwin och John Carson.

## Rollista i urval
- Doran Godwin – Emma Woodhouse
- John Carson – George Knightley
- Donald Eccles – Mr Woodhouse
- Constance Chapman – Miss Bates
- Robert East – Frank Churchill
- Ania Marson – Jane Fairfax
- Ellen Dryden – Mrs Weston
- Raymond Adamson – Mr Weston
- Fiona Walker – Mrs Elton
- Timothy Peters – Mr Elton
- Debbie Bowen – Harriet Smith
- John Alkin – Robert Martin
- Mary Holder – Mrs Bates
- Vivienne Moore – Williams
- Amber Thomas – Patty
- Hilda Fenemore – Mrs Cole
- Norman Atkyns – butiksassistent
- Belinda Tighe – Isabella Knightley
- Yves Tighe – John Knightley